# Larinia vara
Larinia vara là một loài nhện trong họ Araneidae.
Loài này thuộc chi Larinia. Larinia vara được miêu tả năm 1950 bởi Kauri.